# Club Atlético Boca Juniors 2023
Questa voce raccoglie le informazioni riguardanti il Boca Juniors nelle competizioni ufficiali della stagione 2023.

## Stagione
La stagione 2023 del Boca Juniors è la 110ª stagione consecutiva della squadra in Primera División, ovvero dalla sua promozione nella massima categoria del campionato argentino avvenuta nel 1912. Durante la stagione il Boca Juniors è impegnato in ben 6 competizioni differenti: la Liga Profesional, la Copa de la Liga (entrambe come campioni in carica), la Copa Argentina, la Supercopa Argentina, la Supercopa Internacional e la Copa Libertadores.
Nella sessione estiva di calciomercato, gli Xeneizes aggregano alla rosa Ezequiel Fernández, Nicolás Valentini (tornati dai loro rispettivi prestiti dal Tigre e dall'Aldosivi), Bruno Valdez (svincolato dopo la conclusione del suo contratto che lo legava ai messicani dell'América) e Miguel Merentiel (giunto quest'ultimo in prestito per un anno dai brasiliani del Palmeiras). A lasciare il Boca sono invece tre giocatori, ovvero il difensore Carlos Zambrano (che successivamente si lega all'Alianza Lima), il portiere Agustín Rossi (che viene ceduto in prestito oneroso all'Al-Nassr per sei mesi) e Aaron Molinas (ceduto anche quest'ultimo in prestito per un anno al Tigre).
Il primo impegno ufficiale del Boca Juniors nella stagione 2023, il 20 gennaio, vede il Boca nuovamente perdere contro il Racing in una finale, proprio come avvenuto alla fine della stagione precedente: in una partita disputata ad Al Ain (Emirati Arabi Uniti), il Boca subisce una sconfitta per 1-2 contro l'Academia nella finale valevole per il titolo della Supercopa Internacional. Durante il primo tempo, per il Boca segna in questa partita il difensore Facundo Roncaglia.
Il 1º marzo, il Boca Juniors scende nuovamente in campo per una finale. In questa occasione affronta il Patronato nella sfida valevole per la Supercopa Argentina, sconfiggendolo con un rotondo 3-0 nello Stadio Unico Madre de Ciudades di Santiago del Estero. Il centravanti boquense Darío Benedetto si mette in luce durante l'incontro segnando una tripletta. Per il Boca Juniors è la seconda volta che alza tale trofeo nella sua storia.
Il 28 marzo, durante una conferenza stampa, Mauricio Serna (membro del Consejo de Fútbol della squadra) annuncia che Hugo Ibarra, insieme ai suoi collaboratori (Leandro Gracián e Roberto Pompei) non sono più appartenenti dello staff tecnico del Boca Juniors. Serna annuncia contestualmente che a prendere le redini della squadra, con un incarico ad interim, è Mariano Herrón (tecnico della Reserva del Boca). Il ciclo di El Negro Ibarra si conclude con 20 vittorie, 7 pareggi, 9 sconfitte totali e due titoli ottenuti: la Liga Profesional 2022 e la Supercopa Argentina 2022. 

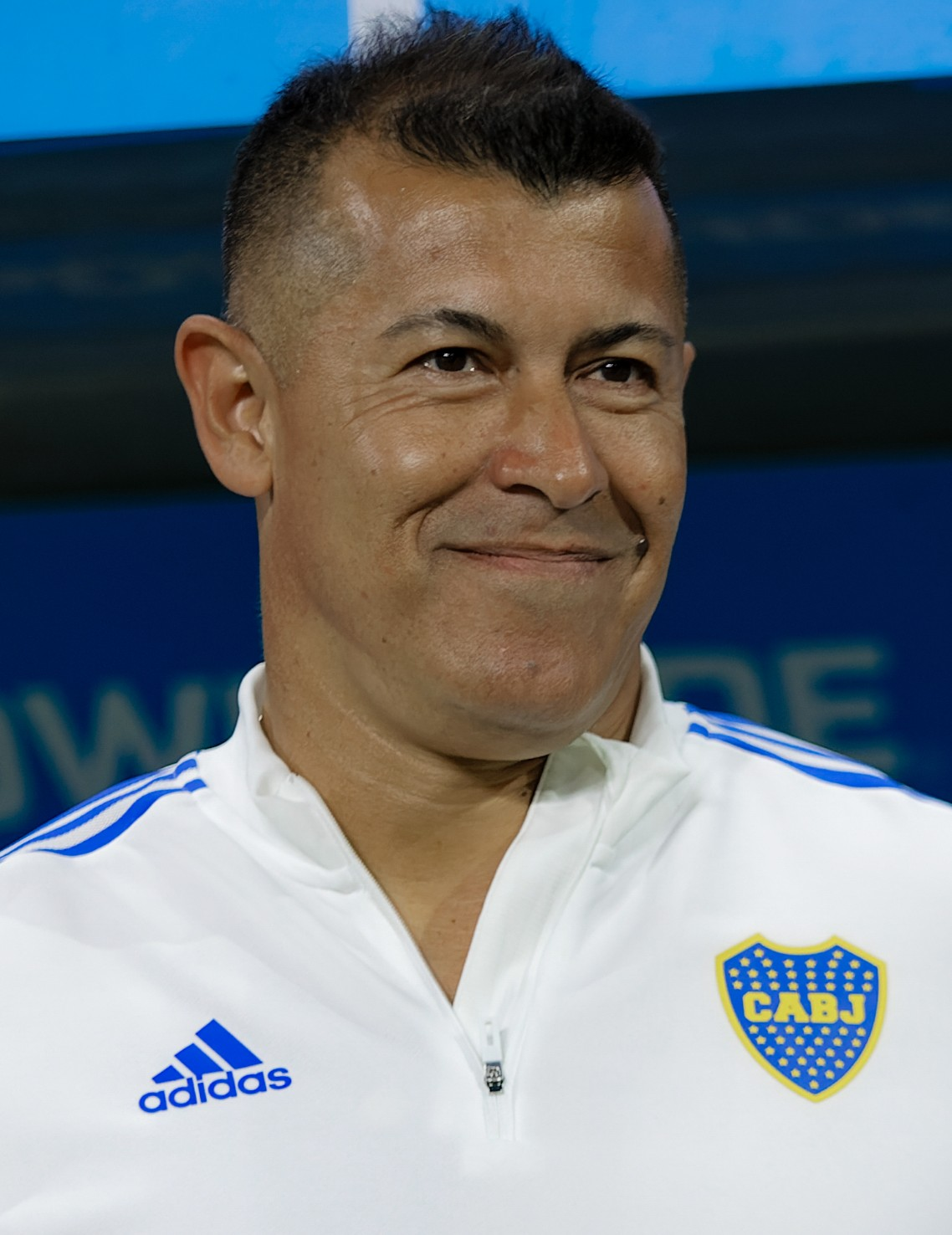
Jorge Almirón, 65º allenatore della storia del Boca Juniors.

Dopo qualche settimana, il 10 aprile, il Boca Juniors comunica che il nuovo allenatore degli Xeneizes è Jorge Almirón (65° tecnico nella storia del club). Il tecnico argentino, che viene da una breve esperienza nel calcio spagnolo, si siede per la prima volta sulla panca degli Xeneizes nel clásico contro il San Lorenzo.
Il Boca comincia non in maniera ottimale la Liga Profesional, accumulando un gran numero di sconfitte nelle prime giornate di campionato (tra cui un durissimo 0-4 per mano del Godoy Cruz) e vedendo la guida tecnica di Ibarra rimossa dalla dirigenza. Tuttavia, nonostante il pessimo avvio, gli Xeneizes riescono a riprendere in mano le redini del proprio gioco e finiscono il campionato con una buona serie di risultati positivi. Il Boca finisce la Liga Profesional con 44 punti totali che gli valgono la 7ª posizione in classifica. Contro le "grandi", il Boca Juniors totalizza 2 vittorie (contro Racing e Independiente) e 2 sconfitte (contro il San Lorenzo e i rivali del River Plate). Il Boca Juniors risulta essere l'unica squadra a non vedersi assegnato neanche un calcio di rigore durante tutto il torneo.
Durante la sessione di mercato invernale, il Boca Juniors piazza un colpo ingaggiando la punta uruguaiana Edinson Cavani, giocatore di grande esperienza europea (dove ha giocato in Napoli, PSG e Manchester United) e bandiera della propria selezione nazionale. Cavani arriva al Boca da svincolato, dopo la sua ultima esperienza in Spagna con il Valencia. Il 31 luglio El Matador viene presentato ufficialmente in una Bombonera aperta al pubblico. Oltre a Cavani, durante la stessa sessione invernale di calciomercato il Boca ingaggia Lucas Blondel, Lucas Janson, Marcelo Saracchi e Ezequiel Bullaude, oltre ai ritorni dai rispettivi prestiti di Jorman Campuzano e Vicente Taborda. Dal lato delle cessioni, il Tigre decide di acquistare il restante 50% del cartellino di Mateo Retegui, già in rosa con la squadra di Victoria e che viene successivamente ceduto a titolo definitivo al Genoa per una cifra milionaria. Oltre a questa cessione, le casse del Boca Juniors si rimpinguano grazie anche alle cessioni definitive di Luis Vázquez (ai belgi dell'Anderlecht) e di Alan Varela (ai portoghesi del Porto). Il Boca decide poi di non rinnovare i contratti di Agustín Rossi, Agustín Almendra e di Martín Payero, di rescindere il proprio rapporto con Óscar Romero e di mandare in prestito Jan Hurtado, Gonzalo Morales, Gabriel Aranda, Nicolás Orsini ed Esteban Rolón. 

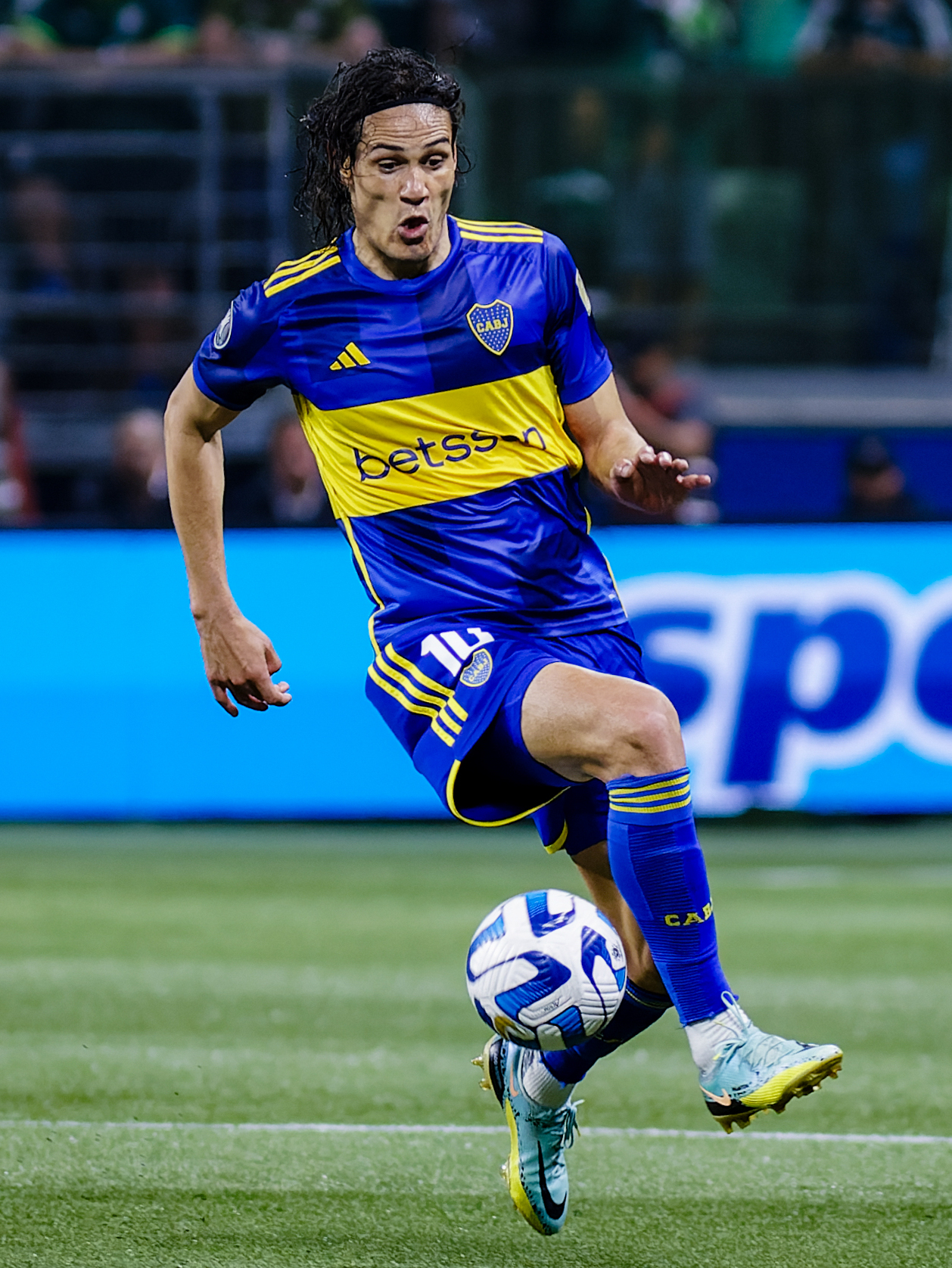
Edinson Cavani, l'acquisto più importante del Boca Juniors durante la stagione 2023.

Nella seconda partita di Coppa Libertadores, in casa contro il Deportivo Pereira, il Boca va sotto nel punteggio e i tifosi Xeneizes cominciano a contestare i giocatori pubblicamente. Nel secondo tempo, tuttavia, il Boca ribalta il risultato e ottiene una difficile vittoria nei minuti finali della partita. Da quel momento in poi il Boca Juniors vince 3 delle 4 partite restanti nel girone eliminatorio e ottiene la qualificazione alle fasi finali della competizione classificandosi al 1º posto nel proprio girone. Dal sorteggio il Boca Juniors pesca gli uruguaiani del Nacional agli ottavi di finale: dopo un pareggio ottenuto in trasferta e un nuovo pareggio alla Bombonera, il Boca si qualifica ai quarti di finale ai calci di rigore con due interventi decisivi del suo portiere, Sergio Romero. Ai quarti di finale, il Boca affronta in un clásico argentino il Racing. Anche in questo caso, due pareggi costringono il Boca a sfidare l'Academia ai calci di rigore e, anche in questa sfida, Romero para due rigori agli avversari e rende possibile la qualificazione del Boca alle semifinali di Coppa Libertadores. Il Boca si vede così di fronte i brasiliani del Palmeiras. Nella gara di andata, a Buenos Aires, il Boca pareggia 0-0. Nella gara di ritorno, a San Paolo, il Boca si porta in vantaggio con un gol del Matador Cavani, per poi farsi pareggiare dal Verdão. Per la terza volta consecutiva, il Boca Juniors si vede costretto a disputare i calci di rigore e, come nelle due precedenti occasioni, El Chiquito Romero parando due rigori dei brasiliani, consentendo in tal modo al Boca di accedere alla finale di Libertadores per la 12ª volta nella sua storia. Il 4 novembre è il giorno della finale contro i brasiliani del Fluminense al Maracaná di Rio de Janeiro. Il Fluminense si porta in vantaggio nel primo tempo con un gol dell'attaccante argentino Germán Cano, ma il Boca pareggia nella seconda frazione con un tiro di sinistro del difensore Luis Advíncula. La finale si prolunga così ai tempi supplementari, nel primo dei quali i brasiliani fissano il definitivo 2-1 con un gol di John Kennedy, che però viene successivamente espulso per doppia ammonizione a causa della sua esultanza eccessiva. Il vantaggio numerico a favore del Boca Juniors dura però pochi minuti, perché il difensore del Boca colombiano Frank Fabra viene a sua volta espulso per una gomitata ai danni di Nino. Il risultato rimane sul 2-1 e il Boca perde così la sua 6ª finale di Libertadores in 12 apparizioni totali, non riuscendo così a conquistare quella che poteva essere la 7ª Coppa Libertadores.
Il 5 novembre, il giorno successivo alla finale persa con il Fluminense e con 4 partite ancora da disputare nella restante parte di stagione, Jorge Almirón si dimette dalla guida tecnica del Boca Juniors: il suo bilancio come allenatore degli Xeneizes è di 17 vittorie, 13 pareggi e 13 sconfitte. Almirón è il secondo allenatore della storia del Boca Juniors (dopo Carlos Bianchi, alla fine del suo 3º mandato come tecnico) a lasciare la panchina senza aver vinto alcun trofeo ufficiale. Per i restanti impegni, la dirigenza del Boca richiama Mariano Herrón, allenatore della Reserva, alla guida tecnica della prima squadra ad interim.
Dopo la sconfitta in finale di Libertadores e i modesti risultati in campionato, è la Copa Argentina a diventare l'obiettivo principale del Boca Juniors, con lo scopo di accedere direttamente alla prossima Copa Libertadores. Gli Xeneizes cominciano la loro partecipazione a questa manifestazione affrontando l'Olimpo nei trentaduesimi di finale, sconfiggendo la squadra di Bahía Blanca per 2-1 grazie alle reti di Sández e Benedetto. Ai sedicesimi di finale, il Boca batte con lo stesso risultato di 2-1 il Barracas Central, con i gol di Medina e Merentiel. La partita degli ottavi di finale, che vede il Boca affrontare l'Almagro, inizia con il piede giusto grazie alle reti di due neo-acquisti, Bullaude e Blondel. Tuttavia, nel secondo tempo, l'Almagro riesce a pareggiare e tutto si decide ai calci di rigore dove si rende protagonista Romero, che para due rigori e regala la qualificazione ai quarti di Copa Argentina. Il Boca, dunque, affronta il Talleres di Córdoba contro il quale va prima sotto nel punteggio per poi pareggiare con un gol di Cavani su calcio di rigore, andando per l'ennesima volta in questa stagione ai tiri dal dischetto dai quali ne esce vincitore (anche in questo caso, con un grande contributo del portiere Romero, che para due rigori). Il Boca Juniors, dunque, approda in semifinale dove si vede di fronte l'Estudiantes. Il Pincharrata gioca gran parte della partita in superiorità numerica, a causa dell'espulsione di Saracchi nel primo tempo e batte il Boca con il punteggio di 3-2; per gli Xeneizes segna entrambi i gol Merentiel, che in tal modo diventa il massimo cannoniere stagionale della squadra. Il Boca viene dunque eliminato dalla Copa Argentina e il suo obiettivo di approdare alla Copa Libertadores 2024 svanisce.
Per la prima volta, il Boca Juniors non si qualifica alla fase ad eliminazione diretta della Copa de la Liga. Una giornata prima della prima fase regolare, il Boca si trova fuori matematicamente dalle posizioni necessarie per la qualificazione al tabellone finale, concludendo la sua partecipazione alla manifestazione al 7º posto nella Zona B, con 18 punti totalizzati e ad appena 2 punti dalla zona qualificazione. Nelle sfide con le "grandi" il Boca non ottiene nessuna vittoria: perde il superclásico contro il River Plate (anche se con una formazione di riserve, dato il ravvicinato impegno nelle semifinali di Libertadores contro il Palmeiras), perde contro il Racing e si riscatta con uno striminizito pareggio contro il San Lorenzo.

## Maglie e sponsor
Il fornitore tecnico per la stagione 2023 è Adidas, mentre il main sponsor è Betsson.
| 1ª divisa | 2ª divisa | 3ª divisa |

## Rosa
| N. |                      | Ruolo | Calciatore                     |
| -- | -------------------- | ----- | ------------------------------ |
| 1  | Argentina (bandiera) | P     | Sergio Romero                  |
| 2  | Argentina (bandiera) | D     | Facundo Roncaglia              |
| 3  | Uruguay (bandiera)   | D     | Marcelo Saracchi               |
| 4  | Argentina (bandiera) | D     | Nicolás Figal                  |
| 5  | Argentina (bandiera) | C     | Ezequiel Bullaude              |
| 6  | Argentina (bandiera) | D     | Marcos Rojo                    |
| 7  | Argentina (bandiera) | A     | Exequiel Zeballos              |
| 8  | Argentina (bandiera) | C     | Guillermo Fernández (capitano) |
| 9  | Argentina (bandiera) | A     | Darío Benedetto                |
| 10 | Uruguay (bandiera)   | A     | Edinson Cavani                 |
| 11 | Argentina (bandiera) | D     | Lucas Janson                   |
| 12 | Argentina (bandiera) | P     | Leandro Brey                   |
| 13 | Argentina (bandiera) | P     | Javier García                  |
| 15 | Argentina (bandiera) | D     | Nicolás Valentini              |
| 16 | Uruguay (bandiera)   | A     | Miguel Merentiel               |
| 17 | Perù (bandiera)      | D     | Luis Advíncula                 |
| 18 | Colombia (bandiera)  | D     | Frank Fabra                    |
| 19 | Argentina (bandiera) | D     | Valentín Barco                 |
| 20 | Argentina (bandiera) | C     | Juan Ramírez                   |
| 21 | Argentina (bandiera) | C     | Ezequiel Fernández             |

| N. |                      | Ruolo | Calciatore       |
| -- | -------------------- | ----- | ---------------- |
| 22 | Colombia (bandiera)  | A     | Sebastián Villa  |
| 23 | Argentina (bandiera) | C     | Diego González   |
| 25 | Paraguay (bandiera)  | D     | Bruno Valdez     |
| 29 | Armenia (bandiera)   | A     | Norberto Briasco |
| 31 | Argentina (bandiera) | A     | Brandon Cortés   |
| 36 | Argentina (bandiera) | C     | Cristian Medina  |
| 39 | Argentina (bandiera) | C     | Vicente Taborda  |
| 41 | Argentina (bandiera) | A     | Luca Langoni     |
| 42 | Argentina (bandiera) | D     | Lucas Blondel    |
| 47 | Argentina (bandiera) | C     | Jabes Saralegui  |
| 49 | Colombia (bandiera)  | C     | Jorman Campuzano |
| 50 | Argentina (bandiera) | D     | Aaron Anselmino  |
| 57 | Argentina (bandiera) | D     | Marcelo Weigandt |
| 3  | Argentina (bandiera) | D     | Agustín Sández   |
| 10 | Paraguay (bandiera)  | C     | Óscar Romero     |
| 33 | Argentina (bandiera) | A     | Nicolás Orsini   |
| 11 | Argentina (bandiera) | C     | Martín Payero    |
| 14 | Argentina (bandiera) | C     | Esteban Rolón    |
| 5  | Argentina (bandiera) | C     | Alan Varela      |
| 38 | Argentina (bandiera) | A     | Luis Vázquez     |

## Calciomercato

### Sessione estiva
| Acquisti         | Acquisti           | Acquisti  | Acquisti      |
| R.               | Nome               | da        | Modalità      |
| ---------------- | ------------------ | --------- | ------------- |
| C                | Ezequiel Fernández | Tigre     | fine prestito |
| D                | Bruno Valdez       | América   | definitivo    |
| P                | Agustín Rossi      | Al-Nassr  | fine prestito |
| A                | Miguel Merentiel   | Palmeiras | prestito      |
| Altre operazioni |                    |           |               |
| R.               | Nome               | da        | Modalità      |
|                  |                    |           |               |

| Cessioni         | Cessioni        | Cessioni | Cessioni                  |
| R.               | Nome            | a        | Modalità                  |
| ---------------- | --------------- | -------- | ------------------------- |
| D                | Carlos Zambrano |          | rescissione del contratto |
| P                | Agustín Rossi   | Al-Nassr | prestito oneroso          |
| C                | Aaron Molinas   | Tigre    | prestito                  |
| Altre operazioni |                 |          |                           |
| R.               | Nome            | da       | Modalità                  |
|                  |                 |          |                           |

### Sessione invernale
| Acquisti         | Acquisti          | Acquisti        | Acquisti                    |
| R.               | Nome              | da              | Modalità                    |
| ---------------- | ----------------- | --------------- | --------------------------- |
| A                | Lucas Janson      | Vélez Sarsfield | definitivo (2,72 milioni €) |
| D                | Marcelo Saracchi  | Levante         | definitivo (1,8 milioni €)  |
| D                | Lucas Blondel     | Tigre           | definitivo (1,66 milioni €) |
| A                | Edinson Cavani    | svincolato      | definitivo                  |
| C                | Ezequiel Bullaude | Feyenoord       | prestito                    |
| C                | Jorman Campuzano  | Giresunspor     | fine prestito               |
| C                | Vicente Taborda   | Platense        | fine prestito               |
| Altre operazioni |                   |                 |                             |
| R.               | Nome              | da              | Modalità                    |
| P                | Agustín Rossi     | Al-Nassr        | fine prestito               |
| A                | Jan Hurtado       | RB Bragantino   | fine prestito               |
| A                | Mateo Retegui     | Tigre           | interruzione prestito       |

| Cessioni         | Cessioni         | Cessioni        | Cessioni                    |
| R.               | Nome             | a               | Modalità                    |
| ---------------- | ---------------- | --------------- | --------------------------- |
| C                | Alan Varela      | Porto           | definitiva (8 milioni €)    |
| A                | Luis Vázquez     | Anderlecht      | definitiva (4,5 milioni €)  |
| D                | Agustín Sández   | Rosario Central | definitiva (917 mila €)     |
| C                | Óscar Romero     |                 | svincolato                  |
| A                | Nicolás Orsini   | Unión (SF)      | prestito                    |
| C                | Esteban Rolón    | Belgrano        | prestito                    |
| C                | Martín Payero    | Middlesbrough   | fine prestito               |
| Altre operazioni |                  |                 |                             |
| R.               | Nome             | a               | Modalità                    |
| D                | Gabriel Aranda   | Banfield        | prestito                    |
| P                | Agustín Rossi    |                 | svincolato                  |
| C                | Agustín Almendra |                 | svincolato                  |
| A                | Jan Hurtado      | LDU Quito       | prestito                    |
| A                | Mateo Retegui    | Genoa           | definitiva (8,05 milioni €) |

## Risultati

### Liga Profesional
| Arbitro: | Jorge Baliño |

|               |           |  |
| Ó. Romero 69’ | Marcatori |  |

| Buenos Aires 5 febbraio 2023, ore 19:15 UTC-3 2ª giornata | Boca Juniors  | 0 – 0 referto | Central Córdoba (SdE) | La Bombonera\| Arbitro: \| Andrés Merlos \| |
| Arbitro:                                                  | Andrés Merlos |               |                       |                                             |

| Arbitro: | Darío Herrera |

|                                    |           |             |
| Santos 28’ E. Fernández 52’ (aut.) | Marcatori | 83’ Langoni |

| Arbitro: | Silvio Trucco |

|                                     |           |              |
| Figal 10’ Merentiel 36’ Briasco 75’ | Marcatori | 12’ Servetto |

| Arbitro: | Yael Falcón Pérez |

|                   |           |                       |
| Janson 66’ (rig.) | Marcatori | 32’ Langoni 87’ Figal |

| Buenos Aires 6 marzo 2023, ore 21:00 UTC-3 6ª giornata | Boca Juniors      | 0 – 0 referto | Defensa y Justicia | La Bombonera\| Arbitro: \| Fernando Espinoza \| |
| Arbitro:                                               | Fernando Espinoza |               |                    |                                                 |

| Arbitro: | Hernán Mastrángelo |

|            |           |  |
| Quirós 29’ | Marcatori |  |

| Arbitro: | Jorge Baliño |

|                            |           |                                          |
| Payero 45+2’ Merentiel 85’ | Marcatori | 12’ J. Varela 19’ Martínez 46’ Rodríguez |

| Arbitro: | Yael Falcón Pérez |

|  |           |                                                 |
|  | Marcatori | 28’ (aut.) Dattola 34’ Langoni 41’ G. Fernández |

| Arbitro: | Leandro Rey Hilfer |

|               |           |                       |
| Ó. Romero 76’ | Marcatori | 1’ Ábila 90+1’ Teuten |

| Arbitro: | Facundo Tello |

|                        |           |  |
| G. Fernández 9’ (aut.) | Marcatori |  |

| Arbitro: | Pablo Echavarría |

|  |           |             |
|  | Marcatori | 85’ Boselli |

| Arbitro: | Ariel Penel |

|                        |           |                         |
| Giaccone 25’ Véliz 69’ | Marcatori | 64’ Payero 90+10’ Figal |

| Arbitro: | Andrés Merlos |

|                                         |           |             |
| Payero 3’ G. Fernández 6’ Merentiel 90’ | Marcatori | 69’ Reniero |

| Arbitro: | Darío Herrera |

|                    |           |  |
| Borja 90+3’ (rig.) | Marcatori |  |

| Arbitro: | Fernando Espinoza |

|                          |           |  |
| Payero 49’ Benedetto 54’ | Marcatori |  |

| Arbitro: | Fernando Echenique |

|  |           |               |
|  | Marcatori | 89’ Merentiel |

| Arbitro: | Nicolás Ramírez |

|               |           |  |
| Merentiel 13’ | Marcatori |  |

| Arbitro: | Leandro Rey Hilfer |

|           |           |  |
| Pombo 25’ | Marcatori |  |

| Arbitro: | Fernando Echenique |

|                 |           |            |
| Benedetto 90+1’ | Marcatori | 45+1’ Díaz |

| Arbitro: | Facundo Tello |

|                                                            |           |  |
| D. Rodríguez 17’ (rig.) López 39’ Allende 59’ Conechny 65’ | Marcatori |  |

| Arbitro: | Silvio Trucco |

|                          |           |  |
| Merentiel 71’ Medina 84’ | Marcatori |  |

| Santa Fe 5 luglio 2023, ore 17:00 UTC-3 23ª giornata | Unión (SF)    | 0 – 0 referto | Boca Juniors | Stadio 15 de Abril\| Arbitro: \| Andrés Merlos \| |
| Arbitro:                                             | Andrés Merlos |               |              |                                                   |

| Arbitro: | Nicolás Ramírez |

|             |           |  |
| Vázquez 57’ | Marcatori |  |

| Arbitro: | Hernán Mastrángelo |

|              |           |                                        |
| Castillo 90’ | Marcatori | 39’ Merentiel 74’ Medina 76’ Benedetto |

| Arbitro: | Fernando Echenique |

|                             |           |               |
| Hoyos 21’ (aut.) Medina 46’ | Marcatori | 90+2’ Recalde |

| Arbitro: | Nicolás Ramírez |

|  |           |                            |
|  | Marcatori | 72’ Zeballos 77’ Valentini |

### Copa de la Liga Profesional
| Arbitro: | Fernando Espinoza |

|                                      |           |                |
| Zeballos 28’ Cavani 55’ Medina 90+4’ | Marcatori | 61’ Morgantini |

| Arbitro: | Silvio Trucco |

|          |           |  |
| Díaz 23’ | Marcatori |  |

| Arbitro: | Yael Falcón Pérez |

|  |           |              |
|  | Marcatori | 38’ Luciatti |

| Arbitro: | Andrés Merlos |

|                    |           |  |
| N. Fernández 45+2’ | Marcatori |  |

| Arbitro: | Pablo Echavarría |

|  |           |                                        |
|  | Marcatori | 49’ Blondel 61’ Janson 90+3’ Benedetto |

| Arbitro: | Fernando Echenique |

|            |           |          |
| Janson 34’ | Marcatori | 53’ Diaz |

| Arbitro: | Andrés Merlos |

|  |           |                       |
|  | Marcatori | 41’ Rondon 90+6’ Díaz |

| Arbitro: | Nazareno Arasa |

|                                            |           |                                  |
| Passerini 3’, 38’ Barinaga 34’ Rolón 45+1’ | Marcatori | 19’ Benedetto 29’, 57’ Merentiel |

| Arbitro: | Yael Falcón Pérez |

|                       |           |                |
| Rojo 7’ Merentiel 71’ | Marcatori | 42’ Luna Diale |

| Arbitro: | Nicolás Ramírez |

|                          |           |                 |
| Vecchio 73’ Sigali 90+6’ | Marcatori | 90+3’ Merentiel |

| Buenos Aires 28 ottobre 2023, ore 19:00 UTC-3 11ª giornata | Boca Juniors     | 0 – 0 referto | Estudiantes (LP) | La Bombonera\| Arbitro: \| Sebastián Zunino \| |
| Arbitro:                                                   | Sebastián Zunino |               |                  |                                                |

| Arbitro: | Pablo Echavarría |

|             |           |               |
| Bareiro 73’ | Marcatori | 50’ Merentiel |

| Arbitro: | Fernando Echenique |

|                      |           |  |
| Merentiel 89’ (rig.) | Marcatori |  |

| Arbitro: | Nicolás Ramírez |

|           |           |                               |
| López 54’ | Marcatori | 6’ (rig.) Merentiel 64’ Figal |

### Copa Argentina

#### Trentaduesimi di finale
| Arbitro: | Lucas Comesaña |

|                                 |           |           |
| Sández 36’ Benedetto 78’ (rig.) | Marcatori | 89’ Hadad |

Con la vittoria per 2-1 sull'Olimpo, il Boca Juniors si è qualificato ai sedicesimi di finale di Copa Argentina.

#### Sedicesimi di finale
| Arbitro: | Leandro Rey Hilfer |

|          |           |                            |
| Puig 64’ | Marcatori | 45+1’ Medina 48’ Merentiel |

Con la vittoria per 2-1 sul Barracas Central, il Boca Juniors si è qualificato agli ottavi di finale di Copa Argentina.

#### Ottavi di finale
| Arbitro: | Luis Lobo Medina |

|                                              |                      |                                         |
| Silvera 58’ Maidana 74’                      | Marcatori            | 25’ Bullaude 45+2’ Blondel              |
| Basualdo Ferreyra Achucarro Conechny Maidana | Tiri di rigore 3 – 4 | Zeballos Benedetto Merentiel Figal Rojo |

Con la vittoria ottenuta ai calci di rigore contro l'Almagro, il Boca Juniors si è qualificato per i quarti di finale di Copa Argentina.

#### Quarti di finale
| Arbitro: | Fernando Echenique |

|                          |                      |                              |
| Benavídez 22’            | Marcatori            | 57’ (rig.) Cavani            |
| Bustos Barrera Benavídez | Tiri di rigore 1 – 4 | Benedetto Figal Cavani Barco |

Con la vittoria ottenuta ai calci di rigore contro il Talleres, il Boca Juniors si è qualificato per le semifinali di Copa Argentina.

#### Semifinali
| Arbitro: | Yael Falcón Pérez |

|                    |           |                                          |
| Merentiel 28’, 43’ | Marcatori | 2’ Carrillo 46’ Boselli 64’ (aut.) Figal |

Con la sconfitta subita per mano dell'Estudiantes, il Boca Juniors è stato eliminato dalla Copa Argentina.

### Supercopa Argentina
| Arbitro: | Andrés Merlos |

|                         |           |  |
| Benedetto 42’, 52’, 62’ | Marcatori |  |

Con la vittoria per 3-0 sul Patronato (squadra vincitrice della Copa Argentina 2022), il Boca Juniors si è aggiudicato la Supercopa Argentina.

### Supercopa Internacional
| Arbitro: | Fernando Rapallini |

|                                  |           |               |
| Carbonero 20’ Piovi 90+8’ (rig.) | Marcatori | 17’ Roncaglia |

Uscito sconfitto contro il Racing Club con il risultato di 1-2, il Boca Juniors ha perso la finale di Supercopa Internacional.

### Copa Libertadores
Il Boca Juniors ha iniziato la sua partecipazione alla Copa Libertadores 2023 a partire dalla fase a gironi.

#### Fase a gironi (Gruppo F)
| Maturín 6 aprile 2023, ore 20:00 UTC-4 1ª giornata | Monagas        | 0 – 0 referto | Boca Juniors | La Joya\| Arbitro: \| Wilton Sampaio \| |
| Arbitro:                                           | Wilton Sampaio |               |              |                                         |

| Arbitro: | Andrés Matonte |

|                            |           |          |
| Advíncula 89’ Varela 90+9’ | Marcatori | 76’ Fory |

| Arbitro: | Raphael Claus |

|  |           |                         |
|  | Marcatori | 13’ Advíncula 65’ Villa |

| Arbitro: | Wagner Magalhaes |

|                  |           |  |
| A. Rodríguez 78’ | Marcatori |  |

| Arbitro: | Anderson Daronco |

|              |           |  |
| Weigandt 55’ | Marcatori |  |

| Arbitro: | Andrés Matonte |

|                                         |           |  |
| Weigandt 39’ Barco 61’ Vázquez 86’, 89’ | Marcatori |  |

Classificandosi al 1º posto del Gruppo F di Coppa Libertadores, il Boca Juniors si è qualificato agli ottavi di finale.

#### Fase finale
Il sorteggio del 5 luglio 2023 ha visto il Boca Juniors venire accoppiato agli ottavi di finale con gli uruguaiani del Nacional.

##### Ottavi di finale
| Montevideo 2 agosto 2023, ore 21:00 UTC-3 Ottavi di finale (andata) | Nacional     | 0 – 0 referto | Boca Juniors | Gran Parque Central\| Arbitro: \| Danilo Manis \| |
| Arbitro:                                                            | Danilo Manis |               |              |                                                   |

| Arbitro: | Anderson Daronco |

|                                                 |                      |                                     |
| Merentiel 12’ Advincula 47’                     | Marcatori            | 16’ Trezza 75’ Ramírez              |
| Zeballos Benedetto Valentini G. Fernández Barco | Tiri di rigore 4 – 2 | Ramírez Polenta Bocanegra Gigliotti |

Al termine dei tempi regolari, permanendo il risultato di pareggio per 2-2, sono stati necessari i calci di rigore dai quali è uscito vincitore il Boca Juniors, qualificandosi in tal modo ai quarti di finale di Coppa Libertadores.

##### Quarti di finale
| Buenos Aires 23 agosto 2023, ore 21:30 UTC-3 Quarti di finale (andata) | Boca Juniors   | 0 – 0 referto | Racing Club | La Bombonera\| Arbitro: \| Wilton Sampaio \| |
| Arbitro:                                                               | Wilton Sampaio |               |             |                                              |

| Arbitro: | Andrés Matonte |

|                       |                      |                             |
| Piovi Quintero Sigali | Tiri di rigore 1 – 4 | Zeballos Janson Cavani Rojo |

Permanendo dopo le due partite il risultato di pareggio sullo 0-0, sono stati necessari i calci di rigore dai quali è uscito vincitore il Boca Juniors, che in tal modo si è qualificato per le semifinali di Coppa Libertadores.

##### Semifinale
| Buenos Aires 27 settembre 2023, ore 21:30 UTC-3 Semifinale (andata) | Boca Juniors  | 0 – 0 referto | Palmeiras | La Bombonera\| Arbitro: \| Wilmar Roldán \| |
| Arbitro:                                                            | Wilmar Roldán |               |           |                                             |

| Arbitro: | Andrés Matonte |

|                                    |                      |                                            |
| Piquerez 73’                       | Marcatori            | 23’ Cavani                                 |
| Raphael Veiga Gómez Kevin Piquerez | Tiri di rigore 2 – 4 | Cavani Valdez Valentini Figal G. Fernández |

Alla fine dei tempi regolamentari, permanendo il risultato aggregato sul pareggio per 1-1, sono stati disputati i calci di rigore dai quali è uscito vincitore il Boca Juniors con il punteggio di 4-2. In tal modo il Boca Juniors si è qualificato per la finale di Copa Libertadores.

##### Finale
| Arbitro: | Wilmar Roldán |

|               |           |                           |
| Advincula 72’ | Marcatori | 36’ Cano 99’ John Kennedy |

Con la sconfitta subita dal Fluminense in finale, il Boca Juniors non è riuscito a vincere la Coppa Libertadores.

## Statistiche

### Statistiche di squadra
| Competizione                | P.ti | In casa | In casa | In casa | In casa | In casa | In casa | In trasferta | In trasferta | In trasferta | In trasferta | In trasferta | In trasferta | Totale | Totale | Totale | Totale | Totale | Totale | DR  |
| Competizione                | P.ti | G       | V       | N       | P       | Gf      | Gs      | G            | V            | N            | P            | Gf           | Gs           | G      | V      | N      | P      | Gf     | Gs     | DR  |
| --------------------------- | ---- | ------- | ------- | ------- | ------- | ------- | ------- | ------------ | ------------ | ------------ | ------------ | ------------ | ------------ | ------ | ------ | ------ | ------ | ------ | ------ | --- |
| Primera División            | 44   | 14      | 8       | 3       | 3       | 19      | 10      | 13           | 5            | 2            | 6            | 14           | 14           | 27     | 13     | 5      | 9      | 33     | 24     | +9  |
| Copa de la Liga Profesional | 18   | 7       | 3       | 2       | 2       | 7       | 6       | 7            | 2            | 1            | 4            | 10           | 10           | 14     | 5      | 3      | 6      | 17     | 16     | -1  |
| Copa Argentina              | -    | 2       | 1       | 0       | 1       | 4       | 4       | 3            | 1            | 2            | 0            | 5            | 4            | 5      | 2      | 2      | 1      | 9      | 8      | +1  |
| Supercopa Argentina         | -    | 1       | 1       | 0       | 0       | 3       | 0       | 0            | 0            | 0            | 0            | 0            | 0            | 1      | 1      | 0      | 0      | 3      | 0      | +3  |
| Supercopa Internacional     | -    | 1       | 0       | 0       | 1       | 1       | 2       | 0            | 0            | 0            | 0            | 0            | 0            | 1      | 0      | 0      | 1      | 1      | 2      | -1  |
| Coppa Libertadores          | 13   | 7       | 2       | 3       | 1       | 10      | 5       | 6            | 1            | 4            | 1            | 3            | 2            | 13     | 4      | 7      | 2      | 13     | 7      | +6  |
| Totale                      | -    | 32      | 15      | 8       | 8       | 44      | 27      | 29           | 9            | 9            | 11           | 32           | 30           | 61     | 25     | 17     | 19     | 76     | 57     | +17 |

### Andamento in campionato

#### Liga Profesional
| Giornata  | 1 | 2  | 3  | 4 | 5 | 6 | 7 | 8  | 9 | 10 | 11 | 12 | 13 | 14 | 15 | 16 | 17 | 18 | 19 | 20 | 21 | 22 | 23 | 24 | 25 | 26 | 27 |
| --------- | - | -- | -- | - | - | - | - | -- | - | -- | -- | -- | -- | -- | -- | -- | -- | -- | -- | -- | -- | -- | -- | -- | -- | -- | -- |
| Luogo     | C | C  | T  | C | T | C | T | C  | T | C  | T  | C  | T  | C  | T  | C  | T  | C  | T  | C  | T  | C  | T  | C  | T  | C  | T  |
| Risultato | V | N  | P  | V | V | N | P | P  | V | P  | P  | P  | N  | V  | P  | V  | V  | V  | P  | N  | P  | V  | N  | V  | V  | V  | V  |
| Posizione | 9 | 10 | 18 | 7 | 6 | 7 | 8 | 14 | 8 | 12 | 18 | 19 | 17 | 13 | 14 | 13 | 10 | 9  | 10 | 11 | 14 | 11 | 11 | 9  | 8  | 8  | 7  |

Legenda:

Luogo: C = Casa; T = Trasferta. Risultato: R = Rinviata; V = Vittoria; N = Pareggio; P = Sconfitta.

#### Copa de la Superliga
| Giornata  | 1 | 2 | 3 | 4  | 5 | 6 | 7  | 8  | 9  | 10 | 11 | 12 | 13 | 14 |
| --------- | - | - | - | -- | - | - | -- | -- | -- | -- | -- | -- | -- | -- |
| Luogo     | C | T | C | T  | T | C | C  | T  | C  | T  | C  | T  | C  | T  |
| Risultato | V | P | P | P  | V | N | P  | P  | V  | P  | N  | N  | V  | V  |
| Posizione | 1 | 7 | 8 | 12 | 9 | 9 | 11 | 11 | 10 | 10 | 10 | 11 | 9  | 7  |

Legenda:

Luogo: C = Casa; T = Trasferta. Risultato: R = Rinviata; V = Vittoria; N = Pareggio; P = Sconfitta.

### Statistiche individuali
| Giocatore    | Primera División | Primera División | Primera División | Primera División | Copa Liga Profesional | Copa Liga Profesional | Copa Liga Profesional | Copa Liga Profesional | Copa Libertadores | Copa Libertadores | Copa Libertadores | Copa Libertadores | Altre competizioni | Altre competizioni | Altre competizioni | Altre competizioni | Totale   | Totale | Totale      | Totale     |
| Giocatore    | Presenze         | Reti             | Ammonizioni      | Espulsioni       | Presenze              | Reti                  | Ammonizioni           | Espulsioni            | Presenze          | Reti              | Ammonizioni       | Espulsioni        | Presenze           | Reti               | Ammonizioni        | Espulsioni         | Presenze | Reti   | Ammonizioni | Espulsioni |
| ------------ | ---------------- | ---------------- | ---------------- | ---------------- | --------------------- | --------------------- | --------------------- | --------------------- | ----------------- | ----------------- | ----------------- | ----------------- | ------------------ | ------------------ | ------------------ | ------------------ | -------- | ------ | ----------- | ---------- |
| L. Advíncula | 18               | 0                | 3                | 0                | 7                     | 0                     | 0                     | 0                     | 12                | 4                 | 2                 | 0                 | 3                  | 0                  | 1                  | 0                  | 40       | 4      | 6           | 0          |
| A. Anselmino | 2                | 0                | 0                | 0                | 3                     | 0                     | 2                     | 0                     | 0                 | 0                 | 0                 | 0                 | 0                  | 0                  | 0                  | 0                  | 5        | 0      | 2           | 0          |
| V. Barco     | 11               | 0                | 3                | 0                | 9                     | 0                     | 1                     | 0                     | 9                 | 1                 | 3                 | 0                 | 3                  | 0                  | 1                  | 0                  | 32       | 1      | 8           | 0          |
| D. Benedetto | 15               | 3                | 2                | 0                | 12                    | 2                     | 0                     | 0                     | 8                 | 0                 | 2                 | 0                 | 6                  | 1                  | 0                  | 0                  | 41       | 6      | 4           | 0          |
| L. Blondel   | 0                | 0                | 0                | 0                | 8                     | 1                     | 1                     | 1                     | 0                 | 0                 | 0                 | 0                 | 2                  | 1                  | 0                  | 0                  | 10       | 2      | 1           | 1          |
| N. Briasco   | 14               | 1                | 0                | 0                | 5                     | 0                     | 0                     | 0                     | 3                 | 0                 | 1                 | 0                 | 1                  | 0                  | 0                  | 0                  | 23       | 1      | 1           | 0          |
| E. Bullaude  | 0                | 0                | 0                | 0                | 11                    | 0                     | 2                     | 0                     | 0                 | 0                 | 0                 | 0                 | 3                  | 1                  | 0                  | 0                  | 14       | 1      | 2           | 0          |
| J. Campuzano | 0                | 0                | 0                | 0                | 13                    | 0                     | 3                     | 0                     | 3                 | 0                 | 0                 | 0                 | 1                  | 0                  | 0                  | 0                  | 17       | 0      | 3           | 0          |
| E. Cavani    | 0                | 0                | 0                | 0                | 8                     | 1                     | 1                     | 0                     | 6                 | 1                 | 2                 | 0                 | 2                  | 1                  | 0                  | 0                  | 16       | 3      | 3           | 0          |
| B. Cortés    | 1                | 0                | 0                | 0                | 0                     | 0                     | 0                     | 0                     | 0                 | 0                 | 0                 | 0                 | 0                  | 0                  | 0                  | 0                  | 1        | 0      | 0           | 0          |
| F. Fabra     | 18               | 0                | 4                | 0                | 4                     | 0                     | 1                     | 0                     | 11                | 0                 | 2                 | 1                 | 3                  | 0                  | 1                  | 0                  | 36       | 0      | 8           | 1          |
| E. Fernández | 19               | 0                | 4                | 2                | 10                    | 0                     | 3                     | 0                     | 8                 | 0                 | 1                 | 0                 | 6                  | 0                  | 0                  | 0                  | 43       | 0      | 8           | 2          |
| G. Fernández | 22               | 2                | 10               | 0                | 7                     | 0                     | 4                     | 0                     | 13                | 0                 | 2                 | 0                 | 5                  | 0                  | 0                  | 0                  | 47       | 2      | 16          | 0          |
| J. Figal     | 24               | 3                | 7                | 1                | 6                     | 1                     | 2                     | 0                     | 12                | 0                 | 5                 | 0                 | 4                  | 0                  | 1                  | 0                  | 46       | 4      | 15          | 1          |
| J. García    | 4                | -4               | 0                | 0                | 5                     | -7                    | 0                     | 0                     | 0                 | 0                 | 1                 | 0                 | 2                  | -3                 | 0                  | 0                  | 11       | -14    | 1           | 0          |
| N. Génez     | 1                | 0                | 0                | 0                | 0                     | 0                     | 0                     | 0                     | 0                 | 0                 | 0                 | 0                 | 0                  | 0                  | 0                  | 0                  | 1        | 0      | 0           | 0          |
| D. González  | 4                | 0                | 0                | 0                | 2                     | 0                     | 1                     | 0                     | 0                 | 0                 | 0                 | 0                 | 1                  | 0                  | 1                  | 0                  | 7        | 0      | 2           | 0          |
| L. Janson    | 0                | 0                | 0                | 0                | 12                    | 2                     | 0                     | 0                     | 5                 | 0                 | 0                 | 0                 | 2                  | 0                  | 0                  | 0                  | 19       | 2      | 0           | 0          |
| L. Langoni   | 12               | 3                | 0                | 0                | 5                     | 0                     | 0                     | 0                     | 3                 | 0                 | 1                 | 0                 | 3                  | 0                  | 0                  | 0                  | 23       | 3      | 1           | 0          |
| C. Medina    | 23               | 3                | 4                | 0                | 11                    | 1                     | 1                     | 0                     | 11                | 0                 | 1                 | 0                 | 4                  | 1                  | 0                  | 0                  | 49       | 5      | 6           | 0          |
| M. Merentiel | 23               | 7                | 3                | 1                | 8                     | 7                     | 3                     | 0                     | 13                | 1                 | 2                 | 0                 | 5                  | 3                  | 0                  | 0                  | 49       | 18     | 8           | 1          |
| J. Ramírez   | 15               | 0                | 1                | 0                | 4                     | 0                     | 0                     | 0                     | 2                 | 0                 | 0                 | 0                 | 2                  | 0                  | 0                  | 0                  | 23       | 0      | 1           | 0          |
| M. Rojo      | 0                | 0                | 0                | 0                | 7                     | 1                     | 2                     | 0                     | 6                 | 0                 | 3                 | 1                 | 3                  | 0                  | 0                  | 0                  | 16       | 1      | 5           | 1          |
| S. Romero    | 23               | -20              | 1                | 0                | 9                     | -9                    | 1                     | 0                     | 13                | -7                | 1                 | 0                 | 4                  | -7                 | 0                  | 0                  | 49       | -43    | 3           | 0          |
| F. Roncaglia | 15               | 0                | 3                | 0                | 2                     | 0                     | 1                     | 0                     | 4                 | 0                 | 3                 | 1                 | 2                  | 1                  | 0                  | 0                  | 23       | 1      | 7           | 1          |
| M. Saracchi  | 0                | 0                | 0                | 0                | 11                    | 0                     | 3                     | 0                     | 3                 | 0                 | 1                 | 0                 | 2                  | 0                  | 0                  | 1                  | 16       | 0      | 4           | 1          |
| J. Saralegui | 0                | 0                | 0                | 0                | 4                     | 0                     | 0                     | 0                     | 0                 | 0                 | 0                 | 0                 | 0                  | 0                  | 0                  | 0                  | 4        | 0      | 0           | 0          |
| V. Taborda   | 0                | 0                | 0                | 0                | 4                     | 0                     | 0                     | 0                     | 1                 | 0                 | 0                 | 0                 | 1                  | 0                  | 0                  | 0                  | 6        | 0      | 0           | 0          |
| B. Valdez    | 18               | 0                | 5                | 0                | 8                     | 0                     | 2                     | 0                     | 6                 | 0                 | 2                 | 2                 | 1                  | 0                  | 0                  | 0                  | 33       | 0      | 9           | 2          |
| N. Valentini | 15               | 1                | 4                | 1                | 10                    | 0                     | 3                     | 0                     | 11                | 0                 | 2                 | 0                 | 1                  | 0                  | 0                  | 0                  | 37       | 1      | 9           | 1          |
| M. Weigandt  | 15               | 0                | 2                | 1                | 7                     | 0                     | 1                     | 0                     | 8                 | 2                 | 1                 | 0                 | 2                  | 0                  | 0                  | 0                  | 32       | 2      | 4           | 1          |
| E. Zeballos  | 6                | 1                | 0                | 0                | 8                     | 1                     | 2                     | 0                     | 5                 | 0                 | 1                 | 0                 | 2                  | 0                  | 0                  | 0                  | 21       | 2      | 3           | 0          |
| G. Morales   | 1                | 0                | 0                | 0                | 0                     | 0                     | 0                     | 0                     | 0                 | 0                 | 0                 | 0                 | 1                  | 0                  | 0                  | 0                  | 2        | 0      | 0           | 0          |
| N. Orsini    | 4                | 0                | 0                | 0                | 0                     | 0                     | 0                     | 0                     | 0                 | 0                 | 0                 | 0                 | 0                  | 0                  | 0                  | 0                  | 4        | 0      | 0           | 0          |
| M. Payero    | 10               | 4                | 2                | 1                | 0                     | 0                     | 0                     | 0                     | 4                 | 0                 | 1                 | 0                 | 1                  | 0                  | 0                  | 0                  | 15       | 4      | 3           | 1          |
| E. Rolón     | 7                | 0                | 0                | 1                | 1                     | 0                     | 0                     | 0                     | 1                 | 0                 | 0                 | 0                 | 1                  | 0                  | 1                  | 0                  | 10       | 0      | 1           | 1          |
| Ó. Romero    | 16               | 2                | 2                | 0                | 0                     | 0                     | 0                     | 0                     | 3                 | 0                 | 0                 | 0                 | 0                  | 0                  | 0                  | 0                  | 19       | 2      | 2           | 0          |
| A. Sández    | 10               | 0                | 2                | 0                | 0                     | 0                     | 0                     | 0                     | 1                 | 0                 | 0                 | 0                 | 2                  | 1                  | 0                  | 0                  | 13       | 1      | 2           | 0          |
| A. Varela    | 24               | 0                | 10               | 0                | 0                     | 0                     | 0                     | 0                     | 8                 | 1                 | 1                 | 0                 | 2                  | 0                  | 0                  | 0                  | 34       | 1      | 11          | 0          |
| L. Vázquez   | 13               | 1                | 0                | 0                | 0                     | 0                     | 0                     | 0                     | 5                 | 2                 | 0                 | 0                 | 2                  | 0                  | 0                  | 0                  | 20       | 3      | 0           | 0          |
| S. Villa     | 18               | 0                | 1                | 1                | 0                     | 0                     | 0                     | 0                     | 4                 | 1                 | 0                 | 0                 | 2                  | 0                  | 0                  | 0                  | 24       | 1      | 1           | 1          |